# بوچانگای کاکل‌مویی
بوچانگای کاکل‌مویی (نام علمی: Dicrurus hottentottus) نام یک گونه از تیره بوچانگایان است.